# Kutxa (caixa d'estalvis)
La Kutxa (pronunciat /ˈku.tʃa/) és el nom curt i d'ús comercial de la caixa d'estalvis basca Gipuzkoa eta Donostiako Aurrezki Kutxa (en èuscar Caixa d'estalvis de Guipúscoa i Sant Sebastià. El nom antic i castellà de Caja de Ahorros y Monte de Piedad de Gipuzkoa y San Sebastián està en desús.

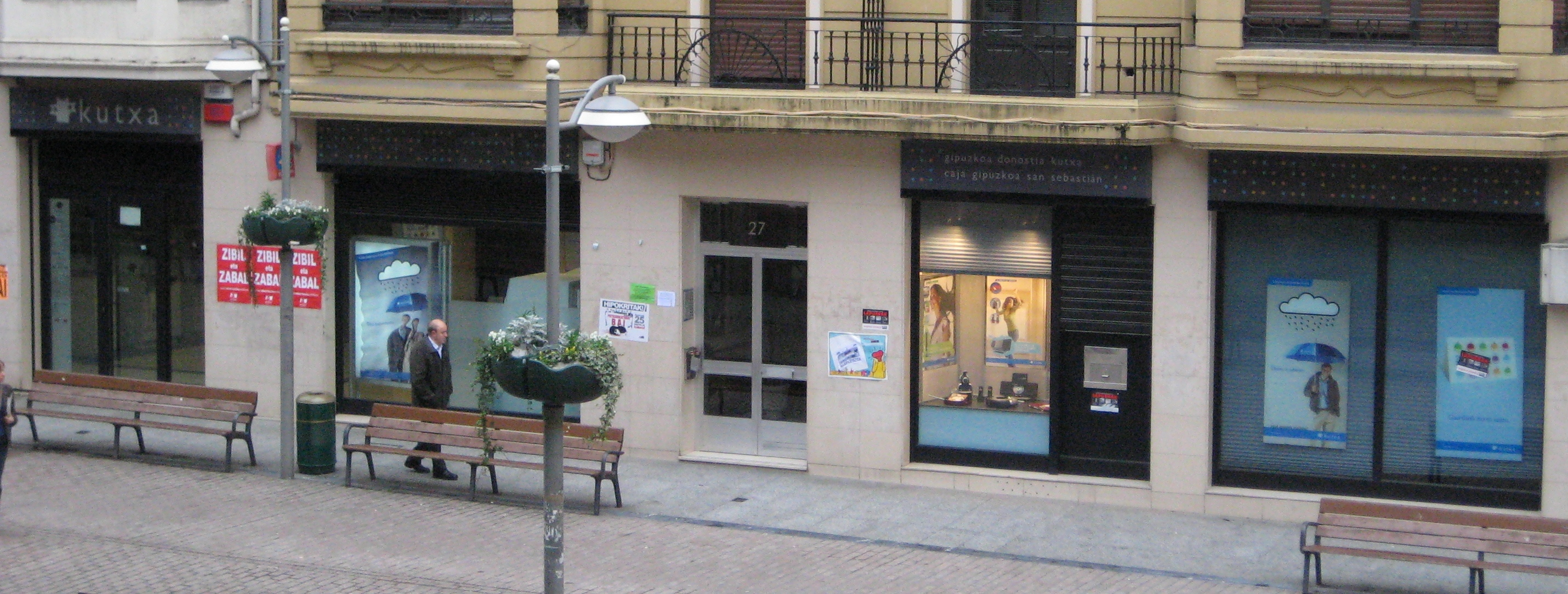
Sucursal de la Kutxa a Eibar

## Història
El 1879 hom va fundar la Caja de Ahorros y Monte de Piedad Municipal de San Sebastián a Sant Sebastià. El 1896 nasqué la Caja de Ahorros Provincial de Guipúzcoa. I el 1990 ambdues empreses es fusionaren sota el nom de comercial de Kutxa.

## Rellevància i àmbit
És la segona caixa d'estalvis del País Basc en nombre de clients.
El 2006, la Kutxa tenia 132 sucursals a Guipúscoa, on era la primera entitat financera, i 201 oficines fora de la seua província de naixement (195 a la resta de l'Estat espanyol, 5 a França i 1 al Regne Unit). Cal fer esment que a les altres províncies basques treballen les respectives caixes provincials (BBK a Biscaia i Vital Kutxa a Àlaba. Hi havia el projecte de fusionar totes tres en una de sola d'àmbit basc.